# Anton Heinrich Emil von Oven
Anton Heinrich Emil von Oven (* 1. April 1817 in Frankfurt am Main; † 27. November 1903 ebenda) war ein deutscher Jurist und Politiker.

## Leben
Von Oven war Angehöriger des Adelsgeschlechts von Oven. Er besuchte als Stipendiat das Städtische Gymnasium in Frankfurt und studierte Rechtswissenschaft in Heidelberg. Nach der Promotion 1837 ließ er sich als Advokat in Frankfurt nieder. Er heiratete Maria, geborene Pfefferkorn, die Tochter des Garnisonarztes Johann Peter Hieronymus Pfefferkorn (1793–1850) und dessen Ehefrau Susanna geborene Sackreuter (1797–1872). Marias Bruder war Rudolph Pfefferkorn.
1840 trat er in den Dienst der Freien Stadt Frankfurt und wurde 1843 Landjustizamtmann, 1849 Mitglied der Verfassunggebenden Versammlung, 1850 bis 1856 der Gesetzgebenden Versammlung. Dort gehörte er der liberalen Gotha-Fraktion an und war 1855 Parlamentspräsident. 
1852 wurde er in den Senat der Freien Stadt Frankfurt berufen, das städtische Kabinett. 1858 erhielt er das Amt des Jüngeren Bürgermeisters zugelost, 1864 das Amt des Älteren Bürgermeisters.
Als am 17. Juli 1866 preußische Truppen die Freie Stadt Frankfurt besetzten, wurde von Oven zum Vorsitzenden der Einquartierungskommission ernannt. Er nahm an den Berliner Verhandlungen zur Neugestaltung der Stadtverwaltung nach der Annexion durch Preußen teil und war von 1868 bis 1901 Mitglied des Frankfurter Magistrats, zumeist als Leiter des Städtischen Bauamtes. Seine gesamte Dienstzeit betrug also über 60 Jahre.
Von Oven war Vorstandsmitglied verschiedener Frankfurter Gesellschaften, darunter der Polytechnischen Gesellschaft (seit 1839) und des Frankfurter Geschichtsvereins (seit 1854).

## Veröffentlichungen
- Neue Sammlung von Statuten und Veröffentlichungen für Frankfurt am Main
- Geschichte des Frankfurter Theaters von 1751 bis 1872
- Statistik der Judengemeinde von 1593 bis 1717